# Música a la Unió Soviètica
La Música a la Unió Soviètica va ser la música de la Unió de Repúbliques Socialistes Soviètiques, un estat situat al nord d'Euràsia, que va existir de 1922 a 1991 sobre el territori que havia estat l'Imperi Rus i sorgit després de la Revolució d'Octubre del 1917 i posterior guerra civil, al final de la qual els comunistes o bolxevics van prendre el poder.
La major part era considerada part de la cultura russa, però altres cultures nacionals de les Repúbliques de la Unió Soviètica també hi van fer contribucions significatives. L'estat soviètic donava suport a les institucions musicals, però alhora aplicava censura de continguts. Segons Vladímir Lenin, «Tot artista, tothom que es consideri artista, té dret a crear lliurement segons el seu ideal, independentment de tot. Tanmateix, nosaltres som comunistes i no podem quedar-nos de braços plegats i permetre que el caos es desenvolupi com vulgui. Hem de guiar aquest procés de manera sistemàtica i donar-li forma al seu resultat».
El panorama cultural rus va viure un intens debat marcat per l'entusiasme revolucionari i una llibertat artística encara no restringida pel Partit durant la dècada posterior a la Revolució d'Octubre de 1917. Aquest context va propiciar una gran diversitat de corrents creatius. En l'àmbit musical, coexistien visions oposades: d'una banda, aquells que advocaven per una música proletària basada en l'expressió espontània de les masses i contrària tant a la tradició clàssica com a les avantguardes; de l'altra, els qui defensaven la innovació i la difusió de la música contemporània. Malgrat que no va sorgir un moviment musical equiparable al futurisme literari, sí que es va manifestar un clar esperit experimental, reflectit en iniciatives com l'orquestra sense director que va operar a Moscou durant deu anys o la tendència "maquinista", exemplificada per la peça Foneria d'acer d'Aleksandr Mossolov.
Entre l'esclat de la Revolució el 1917 i la mort de Stalin el 1953, la creació artística soviètica va passar d'una avantguarda fèrtil i imaginativa a la més violenta imposició dels dogmes del "realisme soviètic", un gir extrem marcat per un decret estalinista proclamat el 1932. Els artistes es van veure obligats a sotmetre's a la línia política del Partit, que imposava un control absolut i rebutjava qualsevol inclinació modernista. Les iniciatives culturals independents van ser reemplaçades per estructures oficials, com la Unió de Compositors Soviètics, que es va establir a les principals ciutats per supervisar l'activitat musical.
Durant la segona meitat dels anys cinquanta, les restriccions més severes del règim es van alleugerir. Es va rehabilitar a nombroses víctimes del "terror" i es va alliberar a molts dels que encara estaven vius. Malgrat això, el successor de Stalin, Nikita Khrusxov, va dir: «Estem a favor de la música melòdica amb substància, que entusiasmi el poble i li ofereixi sentiments poderosos. Estem en contra de la cacofonia... La música sense melodia no fa altra cosa que crear irritació... És difícil saber què vol dir el terme dodecafonia, però aparentment és el mateix que la cacofonia. Ho rebutgem. El poble no pot fer res amb aquesta ximpleria. No pot servir a la seva ideologia.»

## Antecedents
La música soviètica va heretar una tradició fermament arrelada. Les dues principals tendències de la música russa del segle XIX, la cosmopolita i la nacionalista, ja mostraven símptomes d'esgotament al començament del segle xx, amb una clara inclinació cap a l'academicisme. Els deixebles de Txaikovski, que es van aplegar al Conservatori de Moscou, incloïen neoromàntics com Rakhmàninov i Médtner, que defensaven la integració d'influències occidentals, especialment de les tradicions germàniques, i classicistes com Tanéiev, que pretenia aportar a la música russa el màxim rigor tècnic i científic, una voluntat evident en les seves composicions.
El corrent nacionalista tenia el seu centre a Sant Petersburg, on es reunien els alumnes de Rimski-Kórsakov, com Liàdov, Glazunov, Stravinski i Steinberg. Curiosament, els tradicionals rols de Moscou, símbol de l’autenticitat russa, i Sant Petersburg, oberta a les influències occidentals, semblaven intercanviats. Entre aquestes tendències oposades, Skriabin aportava una estètica marcada per un cromatisme intens i una sensibilitat gairebé visionària.
El 1905 es va produir el Diumenge Sagnant, quan una marxa pacífica de protesta a Sant Petersburg que volia lliurar al tsar una petició de millores laborals va ser aixafada pels soldats. Milers de persones van morir. Aquests fets van ser el detonant de la Revolució russa de 1905, que al seu torn és considerada generalment com el punt el preludi dels canvis a Rússia que van culminar amb la Revolució Russa de 1917 i la fi del Tsarisme. Rimski-Kórsakov, que era políticament progressista, va donar suport als estudiants del Conservatori que es manifestaven, i per aquesta raó va ser destituït de la seva càtedra a Sant Petersburg. Tot el claustre va fer costat a Rimski i van enviar una carta signada per tots. Fins i tot Glazunov i Liàdov van renunciar al seu lloc en solidaritat i 300 estudiants se'n van anar del Conservatori en senyal de protesta i més endavant van representar l'òpera de Rimski Kasxei l'immortal, que va esdevenir un símbol.

## De la Revolució a Stalin (1917-1924)

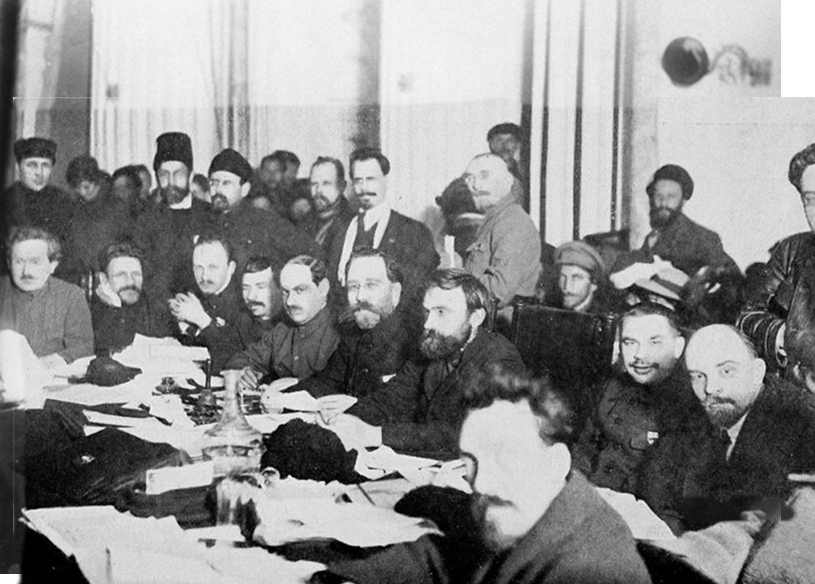
Reunió del partit bolxevic el 1920 (Lenin és a la dreta a la fotografia)

Amb l'assalt al Palau d'Hivern de Petrograd el 7 de novembre de 1917, la revolució va marcar el punt culminant d’un procés de renovació cultural que s’havia anat gestant durant els darrers anys de la Rússia tsarista. En aquest context de canvi, els ballets innovadors de Stravinski, la prosa experimental de Beli i la poesia acmeista de Gumiliov, Akhmàtova i Mandelxtam van contribuir a transformar el panorama artístic. A la vegada, el cubofuturisme de figures com Burliuk, Khlébnikov i Maiakovski trencava amb les formes tradicionals d’expressió. En el camp de les arts visuals, els primers quadres suprematistes de Malèvitx i les composicions abstractes de Kandinski rebutjaven la representació figurativa, considerant-la inadequada per expressar les inquietuds espirituals del moment, tal com Kandinski ja havia defensat en el seu assaig De l’espiritual en l’art, publicat a Múnic el 1911.
La Revolució de 1917 sacseja profundament tant la societat com l’àmbit artístic. Tot i ser el líder dels bolxevics i l’artífex de l’enderrocament del règim tsarista, Lenin manté unes inclinacions estètiques força tradicionals. Se sent atret per la música de Beethoven i Txaikovski, gaudeix de la literatura de Turguénev i, encara que amb certes reticències, aprecia Dostoievski i Tolstoi. En canvi, rebutja amb fermesa les avantguardes: menysprea la poesia futurista, que trenca amb la mètrica clàssica, i desaprova les tendències pictòriques i escultòriques abstractes, que s’allunyen de la representació realista.

### Fugida de talent

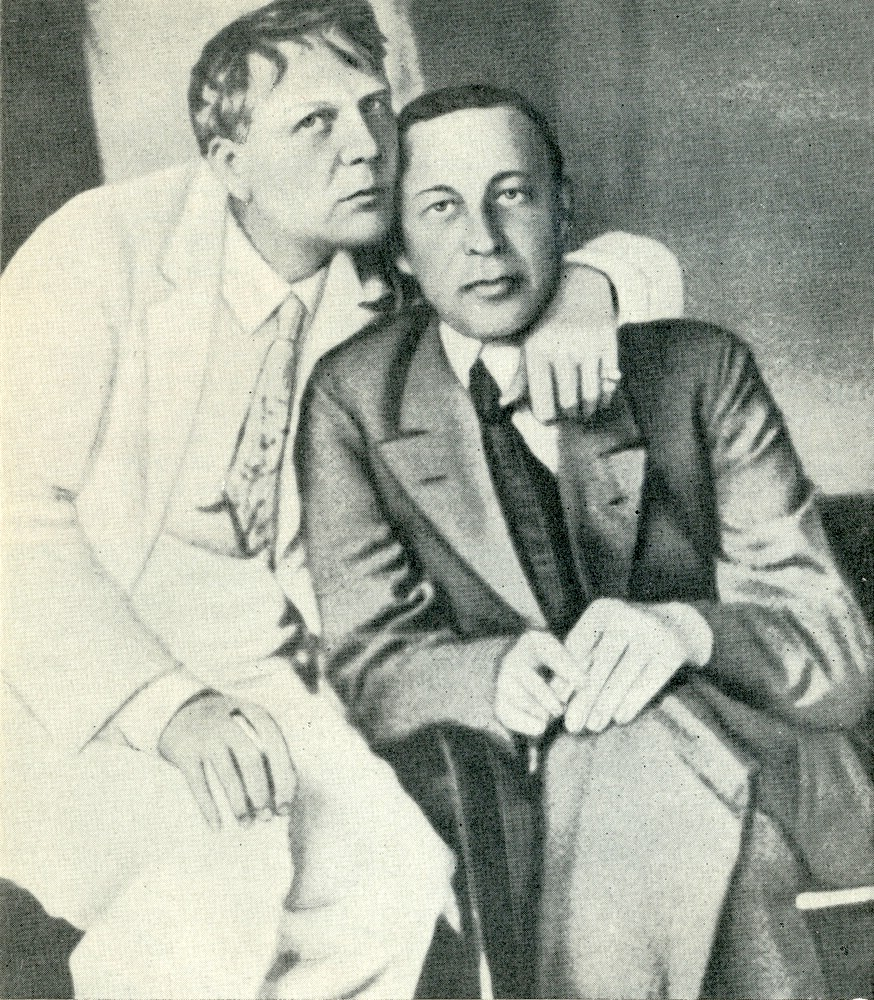
El baix Fiódor Xaliapin i el compositor Serguei Rakhmàninov van ser dels primers a exiliar-se

En l’àmbit musical, com en altres arts, la revolució provoca respostes molt diverses entre compositors i intèrprets. Alguns s’hi resisteixen, d'altres s’hi adapten, mentre que els més vinculats a l’avantguarda hi participen activament. No obstant això, molts opten per l’exili, sigui abans o després dels esdeveniments. Rakhmàninov ho fa a finals de 1917; Prokófiev el 1918 però tornarà per sempre a l'URSS el 1936, Obukhov el 1918; Wyschnegradsky i Koussevitzky el 1920; Médtner i el baix Xaliapin el 1921; Lourié el 1922; Gretxanínov, Milstein i el pianista Horowitz el 1925; Glazunov el 1928. D'altres, finalment, entre els quals hi ha Diàguilev i Stravinski, tots dos lluny de la seva terra natal des d'abans de la Primera Guerra Mundial, no tornaran mai a Rússia o ho faran simbòlicament a la fi de la seva vida, com el citat Horowitz. Stravinski ho va fer el 1962 i en un emotiu viatge en el qual va donar a conèixer la seva obra desconeguda gairebé completament a Rússia.

### Futurisme
La dècada posterior a la Revolució d'Octubre va ser testimoni d'un intens debat cultural, impulsat per l'entusiasme revolucionari i sense grans impediments per part del Partit, que va propiciar l'aparició d'una gran varietat de moviments artístics. En general, els músics més inclinats cap a l'avantguarda van ser els que es van quedar per aprofitar l'esperança i l'impuls creatiu dels anys vint a Rússia. En el terreny musical, hi havia qui defensava una música proletària, vista com a manifestació directa i espontània de les masses populars, en contra tant de les tendències actuals com de les tradicionals, mentre que altres impulsaven la renovació de la música i els concerts de compositors contemporanis.
Tot i que no va existir un moviment equivalent al futurisme literari, es pot observar una clara inclinació cap a l'experimentació, com ho demostra l'orquestra sense director que va funcionar a Moscou durant una dècada. El futurisme literari a Rússia es va desenvolupar de manera diferent al de la seva versió italiana: van aparèixer grups més reduïts a Moscou i Sant Petersburg, molts dels quals estaven formats per unes poques figures clau (com Vladímir Maiakovski i els germans Burlyuk a Moscou i Alexei Krutxonik i Velimir Khlébnikov a Sant Petersburg). Com els futuristes italians, els russos també van divulgar les seves idees a través de manifestos; aquests eren provocatius, absurds i plens de postures iconoclastes, tot i que els lligams amb el simbolisme, una estètica ja en decadència a finals de segle, eren força discutibles.

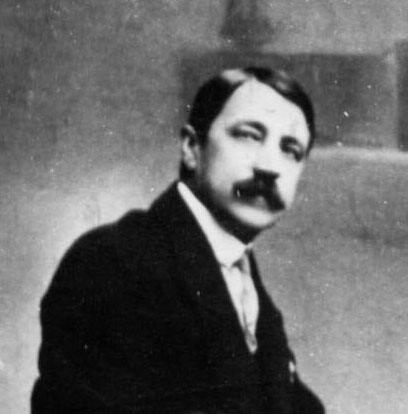
Mikhaïl Matiuixin és recordat com a compositor de l’òpera futurista La victòria sobre el sol (1913)

A diferència de Russolo i Pratella a Itàlia, que se situaven al nucli central, els compositors russos vinculats d'alguna manera al futurisme, com Lourié, Matiuixin i Roslàvets, estaven més a la perifèria del moviment. L'atracció pel futurisme era ben evident en els cercles russos; per exemple, el violinista i posterior pintor quasi suprematista, Matiuixin, va integrar-se plenament en aquest corrent quan es va casar amb la poeta futurista Guró. Va compondre música per a l'òpera Pobeda nad solntsem (1913) (La victòria sobre el sol), una obra que va ser fruit de la col·laboració de Krutxonik, Malèvitx i Khlébnikov. La composició es caracteritza per cançons de to decididament humorístic, que recorden les peces de cabaret de Satie, incloent-hi passatges escrits en quarts de to. Influenciat pel "doctor de l'exèrcit boig" Nikolai Kulbin, Matiuixin va explorar els microintervals i va publicar un breu tractat sobre com interpretar música de quart de to al violí, una obra que va tenir un impacte en els experiments posteriors de Wyschnegradsky.
El saló de Kulbin a Sant Petersburg va atraure figures com Lourié, que ja el 1912 havia compost un quartet de corda en quarts de to i la seva trajectòria inicial reflectia clarament que era pioner en el futurisme rus. Va abandonar el conservatori aviat i, després de signar el manifest Mï i zapad ("Nosaltres i Occident"), que advocava per una música russa independent de les influències europees, es va convertir en un habitual del cafè Brodyachyaya Sobaka ("Gos de carrer"), punt de trobada dels futuristes. En aquest període, va crear obres experimentals com Formes en l'air, dedicada a Picasso, caracteritzada per la seva fragmentació i inspirada en els experiments tipogràfics de Maiakovski i Khlébnikov. Paral·lelament, Roslàvets, vinculat a Matiuixin i amic de Malèvitx, va desenvolupar un estil radicalment atonal, que li va donar la reputació de futurista malgrat que ell mai s'hi va identificar. En aquest context van sorgir els Llibres d'artistes, publicacions que combinaven dibuixos i poesia futurista amb les composicions de Lourié i Roslàvets, convertint-se en una peça clau del moviment fins a la Revolució.
Després de la Revolució, el futurisme va viure un auge gràcies al suport d’Anatoli Lunatxarski, el comissari de la Il·lustració. El 1917, Lourié va assumir la direcció de la secció de música del Narkomprós (Comissariat del Poble per a l'Educació) i va musicar Nash marsh ('La nostra marxa') de Maiakovski per a una gran representació a l'aire lliure, símbol de la fusió entre art i política.
L'impacte del futurisme es va estendre a molts compositors que no en formaven part directament, incloses figures com Prokófiev, Ravel i Stravinski. Les idees futuristes van captivar també Honegger, Antheil, Ornstein i, especialment, Varèse, que mantenia una estreta relació amb Russolo. A Rússia, l’esperit innovador del futurisme va impregnar la música dels anys vint, estimulant l’atonalisme mecanicista. Tanmateix, a finals dels anys trenta, aquestes tendències modernistes van ser condemnades pel règim com a "deformacions formalistes" i prohibides per decret.

### Maquinisme
Amb l’arribada dels primers plans quinquennals, el comunisme va adoptar una estètica materialista que glorificava la tecnologia i la indústria pesant. L’art d’aquest període reflectia l’entusiasme pel maquinisme i l’accelerada industrialització del país, com es veu en obres amb títols eloqüents. La suite La foneria d'acer de Mossolov, els ballets El pas d'acer (1927) de Prokófiev i Telescopi de Polovinkin, així com El pern (1931) de Xostakóvitx, il·lustren aquesta tendència. També destaca l’òpera La presa (1929-1931) de Mossolov, que emfatitza l’ideari industrial soviètic.
Un exemple més explícit d’aquesta exaltació industrial és la suite A la presa de Dnepr de Meitus, dedicada a la inauguració d’una central hidroelèctrica. Encara més espectacular és Simfoniya gudkov ('Simfonia de les sirenes de fàbrica') d'Avraamov, que va portar al límit la fascinació de Marinetti per la fusió entre música i màquines. Aquesta obra, interpretada el 1923, es va poder escoltar en una àmplia zona de l'Azerbaidjan, transformant el paisatge sonor urbà en una simfonia mecànica.

### Tasca de Lunatxarski
Durant els anys vint, figures com Romain Rolland, George Bernard Shaw i altres intel·lectuals occidentals van viatjar a l’URSS i en van tornar amb una visió entusiasta. Els artistes, tant els més populars com els més avantguardistes, gaudien de privilegis com una datxa d’estiu i el suport estatal per publicar, exposar o portar a escena les seves obres. La imatge de l’artista passant penúries i veient com la seva feina quedava ignorada era una realitat occidental; a l’URSS, en canvi, semblava que la cultura vivia una edat d’or.
Durant el mandat d’Anatoli Lunatxarski al capdavant de Narkompros, la llibertat artística va ser notable i els visitants estrangers només veien una versió idealitzada del país. Lunatxarski va equilibrar la promoció de les avantguardes amb el respecte pel llegat cultural rus, fent de pont entre la innovació radical i la rigidesa estètica dels líders bolxevics. Gràcies a ell, l’avantguarda va trobar un espai dins del discurs revolucionari, evitant –almenys temporalment– la repressió cultural.

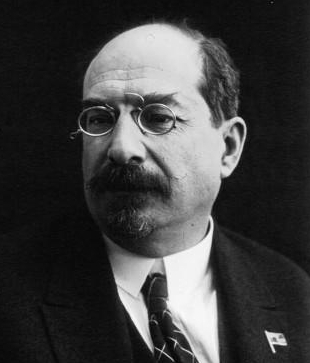
Anatoli Lunatxarski, comissari popular per a l'educació des d'octubre de 1917 fins a setembre de 1929, propulsor infatigable dels moviments d'avantguarda i alhora defensor del passat cultural rus

Lunatxarski, al capdavant del Narkompros, va ser clau per fer coexistir avantguarda i tradició en la Rússia soviètica, aconseguint que els bolxevics toleressin l'experimentació artística en favor de la revolució. Fins a la seva dimissió el 1929, Moscou i Leningrad van viure una efervescència cultural sense precedents, afavorida per la Nova Política Econòmica (NEP), que va reintroduir certa propietat privada i cooperatives. Lunatxarski, que es definia com a "poeta de la revolució", va confiar des de 1918 en artistes destacats com Malèvitx, Ródtxenko, Lissitski, Meierhold, Ehrenburg, Blok i Lourié (a qui va encarregar la direcció del Muzo) per construir una nova cultura soviètica. La seva política gradualista va topar amb el Proletkult, una organització independent fins a 1920 que pretenia reemplaçar tota forma cultural prerevolucionària per una d’exclusivament proletària. Aquesta tendència també va influir en la música, com es veu en l’obra coral de Kastalski, que, abans de la Revolució, havia desenvolupat un llenguatge musical inspirat en el cant antic i la cançó popular russa.

### Associació per la Música Contemporània
L'Associació per la Música Contemporània, establerta a Moscou a finals de 1923, va ser una plataforma per a compositors de diverses orientacions estètiques, des dels que seguien les tradicions clàssiques com Miaskovski, Steinberg, Aleksàndrov, Féinberg, Sxerbatxov i Róslavets, fins als joves compositors de l’època soviètica com Mossolov, Xebalín, Popov, Knípper, Kabalevski i Xostakóvitx. La finalitat de l'AMC era renovar el llenguatge musical, i va organitzar concerts i estrenes destacades com la de Wozzeck de Berg a Leningrad el 1927. El crític i compositor Borís Assàfiev va ser el veritable impulsor del grup. L'ala modernista estava formada per compositors com Knipper, Polovinkin, Popov, Mossolov (autor de la famosa Fonaria d'acer de 1926, influenciat per Prokófiev) i Roslavets, qui va experimentar amb tècniques de serialisme. D'altra banda, la facció més conservadora incloïa compositors com Miaskovski, Xaporin i Xebalín.

### Associació Russa de Músics Proletaris
L'Associació Russa de Músics Proletaris, creada el mateix any per continuar el llegat del Proletkult, volia establir una nova cultura musical proletària, totalment allunyada de qualsevol influència burgesa, fos clàssica, contemporània (soviètica fos occidental) o lleugera. Això va limitar el seu repertori a cançons senzilles per a cors d'aficionats, basades en textos de propaganda política. L'ARMP va mantenir una actitud decididament hostil tant envers la música contemporània com envers la música del passat, tot i que de manera excepcional acceptava creadors de caràcter revolucionari com Beethoven o Mússorgski. El 1929, l'associació va ser reforçada pel Prokoll, un grup originari del Conservatori de Moscou, on destacaven Davidenko, Xekhter, Kabalevski i Koval. Aquest grup va començar com a rupturista amb l'òpera El dipsomaníac però més endavant es va implicar activament en la campanya contra Xostakóvitx.Prokoll era un col·lectiu de compositors que tenien per objectiu escriure música en l'esperit de la nova era revolucionària i de l'Associació de Músics Proletaris de Rússia.

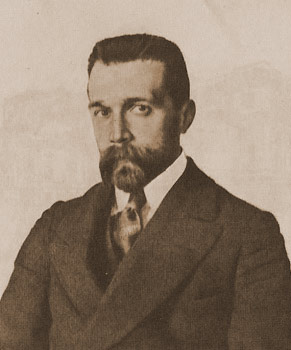
Nikolai Miaskovski, autor de la primera simfonia important del període sovietic

Durant els primers anys, l'òpera soviètica es va centrar en temes revolucionaris. Fins i tot òperes tradicionals com Tosca o Els hugonots es van reestrenar amb nous llibrets adaptats a la realitat postrevolucionària. El 1925, per commemorar el primer centenari de la Revolta decabrista, es van estrenar dues òperes sobre aquest esdeveniment històric: Els Desembristes de Zolotariov i Pautine Goebel de Xaporin. Aquesta última va veure representades diverses escenes malgrat que no es va completar fins molts anys després; la versió definitiva, sota el títol Els Desembristes, no es va estrenar fins al 1953, convertint-se en un dels grans referents de l'òpera soviètica.
La proclamació, el 31 de gener de 1924, de la primera constitució de l'URSS, tan sols deu dies després de la mort de Lenin, va afavorir la represa de relacions diplomàtiques amb la majoria de països europeus, marcant així la fi de l'aïllament polític i cultural del país. Miaskovski va estrenar la Sisena Simfonia, que es pot considerar la primera obra simfònica soviètica de gran rellevància.
Les relacions establertes per l'Associació de Música Contemporània amb músics occidentals van afavorir la difusió internacional de les primeres obres soviètiques. Gràcies a aquests vincles, editorials prestigioses com Universal Edition de Viena van publicar composicions soviètiques, mentre que algunes peces es van interpretar amb èxit a l'estranger, com la Primera Simfonia de Xostakóvitx, estrenada a Berlín el 1927 sota la batuta de Bruno Walter. A més, el públic soviètic, ansiós per conèixer les últimes tendències musicals, va tenir accés directe a les creacions més innovadores d'Europa. Entre 1925 i 1929, compositors com Schreker, Milhaud, Casella, Hindemith, Berg, Honegger, Cowell i Bartók van visitar l'URSS per presentar les seves obres. Leningrad, més oberta a influències occidentals que Moscou, va acollir representacions recents d'òperes com Der Ferne Klang i Wozzeck, els ballets Pulcinella i Renard, així com L'amor de les tres taronges i diverses creacions de Krenek, Falla, Schönberg i altres autors destacats.
Del mateix any 1925 són dues òperes sobre temes històrics i heroics als quals s'ha tornat una vegada i una altra: La revolta de les àguiles de Pàsxenko (1885-1972), sobre l'alçament de Pugatxov, amb grans escenes corals d'enorme eficàcia, que va aconseguir un gran èxit, i Stepan Razin, sobre el conegut cabdill cosac, de Triodin. També es van estrenar òperes d'inspiració modernista creades per membres de l'Associació de Música Contemporània, com El nas de Xostakóvitx (1927-28). Basada en la narració de Gógol, l'obra combina harmonies dissonants, distorsions tímbriques, contrapunts de caràcter paròdic, un rebuig del romanticisme i elements trivials propis del Proletkult, influències que, de fet, acompanyaran sempre el compositor. Gel i acer de Deixevov (1929), basada en la Rebel·lió de Kronstadt de 1921, i Vent de Nord de Knípper, que, mitjançant un recitatiu gairebé ininterromput, narra el brutal afusellament de comissaris bolxevics a Bakú en mans de les tropes blanques durant la Guerra Civil.
La Revolució no va interrompre la gran tradició del ballet rus. Durant el primer hivern del nou règim, Assàfiev va escriure La Carmagnole, que pren el seu nom d'una cançó revolucionària de l'època, i ell mateix la va tocar al piano en un club obrer de Petrograd.
Assàfiev va ser una figura clau en la musicologia soviètica, conegut tant per la seva obra compositiva com pel seu treball teòric i crític. Va desenvolupar el concepte de "simfonisme intencional", que analitza el desenvolupament narratiu i dramàtic en la música. A més, va tenir un paper essencial en la historiografia musical soviètica, escrivint sobre Glinka, Txaikovski i altres compositors russos. El primer ballet estrenat al Bolxoi de Moscou després de la Revolució va ser Josep el Bell (1925), de Vassilenko, una obra d'instrumentació refinada i marcada per un exotisme orientalista. Vassilenko va conèixer personalment Lunatxarski l'abril de 1926. Lunatxarski admirava profundament aquest ballet i li va proposar l’argument del seu següent ballet, Lola, que es va estrenar l'any següent sota el seu estret patrocini.
Tanmateix, el ballet més popular del període va ser La rosella vermella (1927) de Glière. Va ser el primer ballet soviètic amb un tema revolucionari modern. Possiblement, la dansa més famosa d'aquest ballet és la Dansa dels mariners, de vegades anomenada Dansa dels mariners russos (tot i que es descriu com a Dansa dels mariners del vaixell soviètic a la partitura i el llibret). Dins d’una línia modernista i amb una forta càrrega satírica, destaquen també L'edat d'or (1930) i El pern (1931) de Xostakóvitx.
Des del principi, la simfonia es va percebre com un mitjà òptim per transmetre missatges ideològics. L'esquema formal heretat del segle XIX oferia una base sòlida per plasmar musicalment els ideals de la construcció socialista. En aquesta direcció, l'aportació de Miaskovski resulta fonamental. Amb un llegat simfònic extens (27 simfonies), amb la Cinquena, escrita als inicis de la Revolució, i la Sisena (1923), ja es perfila un model recurrent dins la simfonia soviètica: una monumentalitat èpica, una immediatesa expressiva i referents programàtics elementals, tant en obres corals com en peces purament instrumentals. Els títols d'algunes de les obres d'aquells anys no presenten cap dubte de la seva funcionalitat: Monument Simfònic 1905-1917 (1925) de Gnessin (1883-1957), amb cors sobre un poema de Iessenin, Oda fúnebre en memòria de Lenin (1926) de Krein, Segona Simfonia Octubre (1927) i Tercera Primer de Maig (1929) de Xostakóvitx.

## Estalinisme (1929-1953)

### Unió de Compositors Soviètics
L'extinció de les darreres llibertats econòmiques i ideològiques, juntament amb l’increment de l’aïllament cultural que va marcar l’inici de la dictadura estalinista, van precipitar la dimissió de Lunatxarski el setembre de 1929. Uns mesos abans, al juny, la conferència panrussa sobre música havia deixat clara la instauració d’una etapa militant dominada per la "fase proletària", posant fi gradualment al pluralisme artístic que havia caracteritzat la dècada de 1920.
El 1932 va marcar l'inici de la Gran Fam, una tragèdia que va devastar la Unió Soviètica fins a l'any següent, provocant la mort per inanició de vuit milions de persones. Mentre la població patia aquest desastre, al Kremlin es debatia sobre qüestions estètiques. Amb la justificació d’"anar més enllà dels corrents burgesos previs a la Revolució d'Octubre" —com el simbolisme, l'impressionisme, el dadaisme, el surrealisme o el cubisme—, Stalin va signar el 23 d'abril de 1932 el "Decret de la reconstrucció de les organitzacions literàries i artístiques", convertint aquest programa en política d'estat. Per garantir el compliment de les noves directrius, es va crear aquell mateix any la Unió dels Escriptors de l'URSS per ordre del Comitè Central del Partit Comunista, amb Maksim Gorki com a primer president. Aquest gir ideològic va quedar consolidat en el Congrés d'Escriptors Socialistes de 1934 i es va aplicar rigorosament a tota l'activitat artística i literària.
Els compositors i el públic no tenien clar quin camí seguir en el nou ordre social que va provocar la intransigent rigidesa dels proletaris i l’experimentalisme sovint arbitrari dels modernistes. Aquesta situació va accelerar el canvi de rumb que ja s’estava perfilant. La ASM va deixar d’operar cap al 1930 i la RAPM va ser oficialment dissolta el 1932. Ambdues van ser substituïdes per la Unió de Compositors Soviètics, que va establir seccions nacionals a les diverses Repúbliques amb la missió de fomentar, publicar i interpretar la música soviètica, organitzar debats col·lectius sobre noves obres i garantir l’estabilitat econòmica dels compositors. Sota l'estricte control del Partit Comunista, en dècades posteriors va arribar a tenir més de dos mil membres.

### Anys de dol (1934-1937)
Amb l’ascens de Stalin, el Partit assumirà un control ferri sobre totes les expressions artístiques per evitar desviacions formalistes —qualificades de degenerades, com també ho feien els seus homòlegs nazis— i imposar l’anomenat realisme socialista. L’encarregat de vetllar pel compliment d’aquesta doctrina serà Andrei Jdànov, ideòleg fidel i home de confiança de Stalin. Jdànov va ascendir en la jerarquia del partit fins a esdevenir el líder del partit a Leningrad després de l'assassinat de Serguei Kírov l'any 1934. Jdànov establirà l’única estètica admissible per a tots els artistes soviètics: un art realista en la forma i socialista en el contingut. S’inaugura així l’era del totalitarisme estalinista, definida per la censura, la repressió, les purgues massives, el sistema de camps del Gulag i l’eliminació —sovint literal— dels creadors considerats dissidents o simplement sospitosos.
El "realisme socialista", inicialment imposat a la literatura i posteriorment a la resta d'expressions artístiques, declara la guerra al "formalisme", terme amb què es condemna qualsevol creació que prioritzi l'experimentació estructural per sobre del missatge ideològic. Aquesta etiqueta es fa servir recurrentment per desacreditar la música d’avantguarda occidental, considerada decadent, burgesa i aliena als principis revolucionaris. A partir d’aquest moment, la música soviètica ha de reflectir entusiasme i esperança, basar-se en ritmes fàcilment identificables d’arrel folklòrica i construir-se amb melodies simples i memorables. L’objectiu és garantir una comunicació directa amb el poble, eliminant qualsevol rastre de sofisticació excessiva o abstracció intel·lectual. L’avantguarda és proscrita, i els compositors que se n’aparten corren el risc de ser assenyalats com a "formalistes", un qualificatiu altament perillós en l’opressiva dècada de 1930. En conseqüència, l'atonalisme desapareix del panorama soviètic.
Cap al 1932, la simfonia coral va assolir el seu màxim desenvolupament. Aquest gènere, que integra la veu dins l’estructura simfònica, es caracteritza per l’ús de solos i passatges corals amb melodies concebudes intencionadament com a cançons fàcilment memoritzables. Tot i això, conserva en certa manera els esquemes formals propis de la simfonia. L’exemple més emblemàtic i sovint més valorat d’aquest estil és la Simfonia núm. 4, op. 41, titulada Poema pels lluitadors del Komsomol, de Lev Knipper. Aquesta simfonia va marcar una etapa important en la història de la música simfònica soviètica, dedicada a desenvolupar la nova temàtica revolucionària, àmpliament representada en l’art d’aquella època. La simfonia inclou la Poliuixko-pole (Cançó de les planes), que es va convertir en una cançó de masses popular a la Unió Soviètica. Knipper va tenir una carrera que es va estendre durant gairebé cinquanta anys, durant els quals va viure l'evolució completa de la música soviètica, aportant-hi una influència significativa i decisiva.
Davant la manca relativa d’òperes originals, es va optar sovint per adaptar políticament i modificar ideològicament obres del repertori líric tradicional. D'altra banda, mentre que en les òperes de Xostakóvitx i Deixevov es prescindia de referències folklòriques i de cants corals multitudinaris, assignant harmonies atonals als herois (obrers, soldats) i melodies antiquades o lleugeres als antagonistes (estafadors, especuladors), els compositors de l’ARMP seguien una lògica inversa: associaven la dissonància als personatges negatius i exaltaven els herois comunistes amb marxes i cants inspirats en el folklore i la tradició popular.
Al principi, la nova estètica no va ser generalment acceptada. Però va començar a créixer la relació de partitures no autoritzades o retirades de la circulació durant aquests anys terribles -com la Simfonia núm. 1 de Popov, de dimensions mahlerianes, prohibida després de l'estrena el 1935 i que no va tornar a escoltar-se a Rússia fins al 1989, o la Cantata per al vintè aniversari d'Octubre, composta per Prokófiev el 1937 després del seu retorn a l'URSS i rebutjada per les autoritats-.

### Escarment a Xostakóvitx (1935-1937)

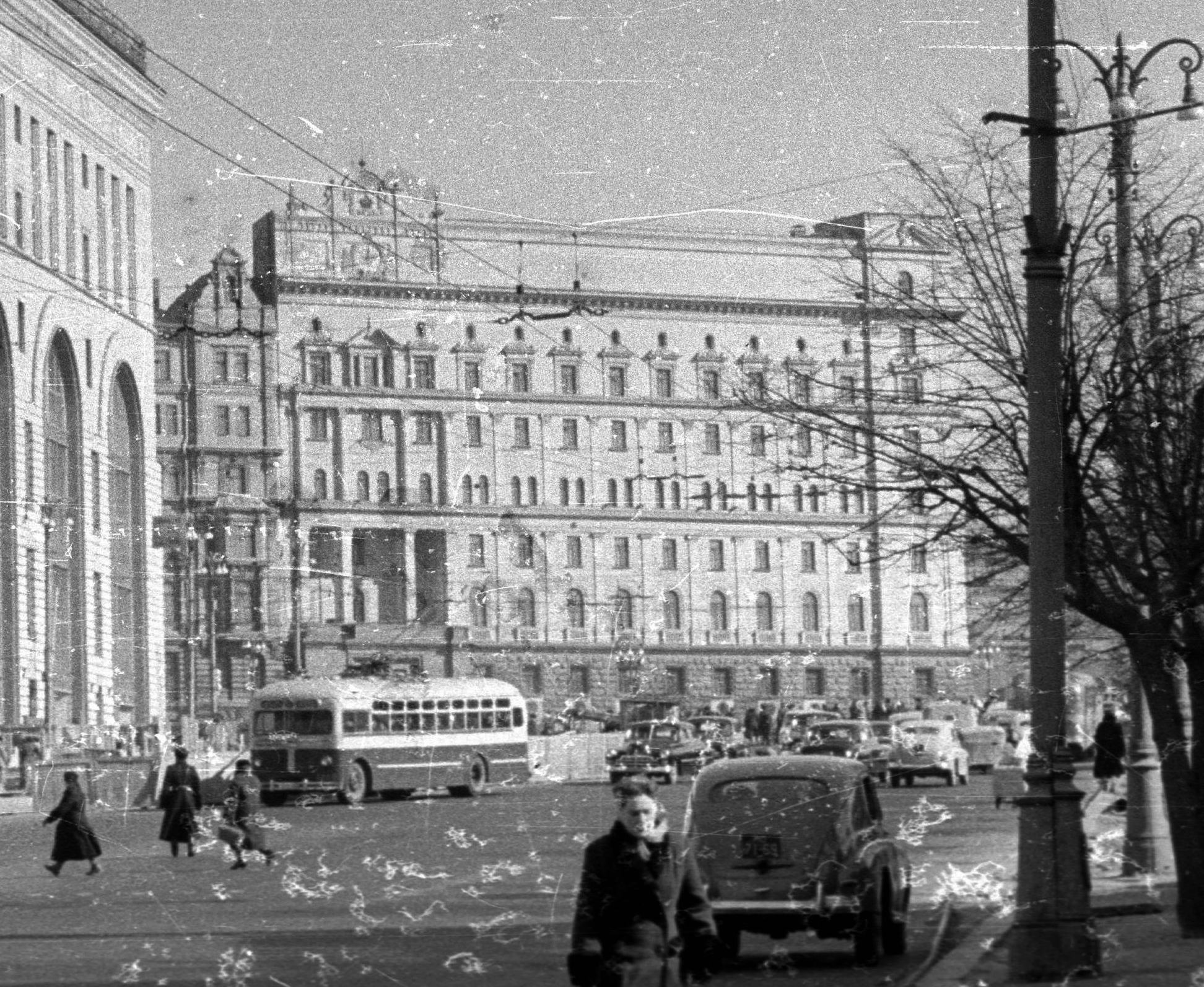
L'edifici de la Lubianka mostra la seva "forma a mig fer" de l'època de Stalin. No va ser fins als anys 80 que es va acabar.

Amb la promulgació del Decret Jdànov, un edifici es va convertir en una presència recurrent en els malsons dels creadors: la Lubianka, el nom popular amb què es coneix l'edifici que conté la seu de l'antic KGB situat al cor de Moscou, prop del teatre Bolxoi. Aquesta seu de la Policia política, temuda per la seva brutalitat, va veure passar més de 2.000 escriptors i artistes en menys de cinc anys. Gairebé ningú en va sortir. Ni tan sols els compositors, tot i la naturalesa abstracta de la seva disciplina, es van deslliurar de la repressió. Xostakóvitx, comunista des de la joventut i autor tant d’himnes revolucionaris com de peces influïdes pel jazz i el cinema de Hollywood, havia gaudit durant un temps del favor del règim. Igual que Prokófiev, que, seduït per les promeses del Kremlin, havia decidit tornar a l’URSS.
Entre totes les prohibicions imposades pel règim, cap va tenir un impacte tan devastador com la condemna pública de Lady Macbeth de Mtsensk, l’òpera de Xostakóvitx. Estrenada amb èxit al teatre Mali de Leningrad el 22 de gener de 1934 i representada en nombrosos escenaris, la seva sort va canviar dràsticament després d’una nova producció al Bolxoi de Moscou el 26 de desembre de 1935. Xostakóvitx, que continuava explorant nous llenguatges musicals amb obres avançades com la Quarta Simfonia, va veure com el 28 de gener de 1936 el Pravda publicava un article demolidor titulat Caos en lloc de música. Sense signatura, però amb el clar segell del poder (de vegades atribuït al mateix Ióssif Stalin), el text desqualificava l’òpera per la seva cruesa, la manca de melodies memoritzables i el seu so deliberadament dissonant i caòtic, acusant-la de satisfer els gustos «degradats» de la burgesia. La crítica incloïa una advertència ominosa: «Aquest joc pot acabar malament». L'òpera va ser prohibida a la Unió Soviètica durant gairebé trenta anys, fins al 1961.
L’atac no es va aturar aquí. El 6 de febrer, un nou article al Pravda, La dansa desnaturalitzada, dirigia la seva fúria contra El corrent límpid, el ballet de Xostakóvitx estrenat el juny de 1935. L’efervescent carrera escènica del jove compositor, brillant des del triomf d’El nas, quedava estroncada de cop. Aquestes advertències, que no serien les últimes, van esborrar qualsevol intent de renovació musical i van marcar profundament el seu futur creatiu, fins a límits que només podem intuir. A causa d'això, un dels llibretistes, Piotrovski va ser arrestat el novembre de l'any següent i executat en un gulag. A més, compositors més moderns com Mossolov o Weinberg van ser arrestats temporalment en els anys següents. Com a resultat, tots els compositors de mitjans dels anys trenta, sense excepció, es van orientar cap al realisme socialista.
Com a contraposició a Lady Macbeth, es va voler establir com a referent positiu El Don de plàcides aigües (1935), basada en la novel·la de Xólokhov i composta per Dzerjinski, una obra on la duresa tècnica es veu compensada per la simplicitat i un melodisme accessible. En qüestió de setmanes, El Don de plàcides aigües es va convertir en un model del realisme socialista musical, valedor d’un premi Stalin per a Dzerjinski. Stalin va assistir a Lady Macbeth en el mateix teatre només nou dies després d'haver vist El Don. La seva desaprovació de l’òpera de Xostakóvitx va obrir el camí a la condemna oficial del compositor, que es va prolongar fins a la creació de la seva Cinquena Simfonia.
Van continuar sorgint grans temes històrics i revolucionaris, impulsats per la Segona Guerra Mundial: El cuirassat Potemkin (1937) de Txixko, Suvorov (1942) de Vassilenko, Yemel'yan Pugachyov (1940) i Els defensors de Sebastopol (1945) de Koval, La sang del poble de Dzerjinski, Txapaiev (1942) de Mokrouso, La família de Taras de Kabalevski. També es van manllevar temes de la literatura, russa i universal: La mare (Gorki) de Jelobínski, Colas Breugnon (Romain Rolland) de Kabalevski, Bela (Lérmontov) d'Aleksàndrov, La feréstega domada (Shakespeare) de Xebalín.

### Repressió generalitzada (1937-1941)
A partir de 1936, la repressió es va generalitzar, les denúncies, detencions, judicis, empresonaments, deportacions i execucions, va assolir dimensions tan extremes que va sacsejar tota la societat soviètica. La primera audició de la Quarta Simfonia, prevista per a la tardor de 1936, s'hagué d'anul·lar i Xostakóvitx la va haver de posar en un calaix fins al 1961. L'avi matern de Xostakóvitx fou deportat a un camp de treball, i la seva germana gran, Maria, es veié obligada a separar-se del seu marit, exiliat a Sibèria, per salvar la vida. Xostakóvitx dormia vestit, amb una maleta al peu del llit. Com en el cèlebre vers de Mandelxtam, que moriria en un camp de treball el 1938, Xostakóvitx podia dir: «vivim sense sentir el país sota els nostres peus». Només l'estrena a finals de 1937 de la més ambigua i moderada Cinquena, rebuda com a «resposta d'un artista soviètic a unes crítiques justes», li permetria un respir momentani.

### Gran Guerra Pàtria (1941-1945)
Menys de dos anys després del pacte de no-agressió germano-soviètic, el començament de la Gran Guerra Pàtria contra els invasors nazis, el juny de 1941, va marcar una etapa d'extraordinària fecunditat per a la música soviètica. Durant el conflicte, era del tot natural que molts compositors creessin obres dedicades a la "lluita per la llibertat". A més de diverses marxes i cançons de batalla per a l'exèrcit soviètic, Prokófiev, Xostakóvitx, Glière, Miaskovski, Popov, Mossolov, Khatxaturian, Ievlàkhov, Kotxurov, Sxerbatxov, Knípper, Kabalevski, Weinberg i molts altres noms menors enriqueixen el patrimoni soviètic amb nombroses obres: la primera va ser la 22a Simfonia de Miaskovski, seguida de la famosa Setena Simfonia (la Simfonia Leningrad) i Vuitena (1943) de Xostakóvitx, la Segona Simfonia de Khatxaturian o la Cinquena (1944) de Prokófiev i altres avui oblidades com la Simfonia núm. 3 "Heroica" (1939-1946) de Popov-, poderoses maquinàries orquestrals ben greixades inspirades per l'ardor de la contesa i l'odi a l'enemic comú. Serguei Prokófiev també va abordar aquest tema, per exemple en algunes sonates per a piano, però també en la Sisena Simfonia, que no es va compondre fins al 1947. El tema bèl·lic i la representació associada del "mal" van permetre als compositors utilitzar dispositius estilístics més brutals (i alhora més progressius) del que es "permetia" abans de la guerra. A més, la música no va atreure tant l'atenció del públic en aquell moment, tot i que la vida cultural a la Unió Soviètica va romandre sorprenentment animada fins i tot durant la guerra. Així doncs, hi va haver una modernització (certament limitada) de la música soviètica.

### Postguerra: més repressió (1945-1948)
L'obra de Xostakóvitx es va desenvolupar sota un peculiar equilibri entre peces oficials i creacions personals. D'una banda, accepta encàrrecs que reforcen la seva imatge de "compositor del règim", com l'oratori propagandístic El cant dels boscos (1949), la música per a La caiguda de Berlín (1949) —pel·lícula favorita de Stalin i premiada amb un Premi Stalin de primera classe— o la cantata El sol brilla sobre la nostra pàtria (1952). Aquestes concessions, tanmateix, li permeten simultàniament refugiar-se en la seva música més íntima, especialment la cambrística, on s'expressa sense filtres: aquí es revela un home turmentat, aclaparat per la por. Enmig de la persecució antisemita de la postguerra, incorpora elements del folklore jueu en obres com el Concert per a violí núm. 1 (1947-1948) o el Quartet de corda núm. 4 (1949), com ja havia fet anteriorment en el seu Trio per a piano núm. 2 (1944). També escriu el punyent cicle De la poesia popular jueva (1948), mentre reserva les seves peces més buides i grandiloqüents per satisfer les exigències del Partit. Malgrat no tenir arrels jueves, la seva afinitat per aquesta tradició musical sembla reflectir la seva estreta relació amb el seu amic i col·lega Weinberg.

### Decret Jdànov (1948-1953)
La Decret Jdànov va ser una doctrina cultural soviètica desenvolupada pel secretari del Comitè Central, Andrei Jdànov, el 1946. Estava dirigida contra dues revistes literàries, Zvezdà i Leningrad, les quals havien publicat suposats treballs apolítics, «burgesos» i individualistes de l'escriptor satíric Mikhaïl Zósxenko i de la poetessa Anna Akhmàtova. Alguns crítics i historiadors literaris van ser denunciats per suggerir que els clàssics russos havien estat influenciats per Jean-Jacques Rousseau, Molière, Lord Byron o Charles Dickens.
L'esperit de 1936 va reviure arran del desgrat de Stalin i del seu número dos després de contemplar La gran amistat, òpera de Vanó Muradeli sobre el Caucas postrevolucionari, a la qual acusen de greus errors històrics i polítics. Un decret posterior sobre música es va emetre el 20 de febrer de 1948 i va marcar l'inici de l'anomenada "campanya antiformalista", on el terme "formalisme" es referia a l'art fet només per interès artístic i desproveït d'una finalitat social o política. El decret va portar a una campanya de crítiques i persecucions contra molts dels compositors soviètics més importants, com Xostakóvitx, Prokófiev, Khatxaturian, Weinberg, Popov, Kabalevski, Miaskovski, Xebalín o Klebanov, per sospita de composició de música "hermètica" i abús de dissonància. L'amplitud de la llista evidenciava que la discussió no es limitava a qüestions estètiques.
L'òpera de Muradeli va ser només un pretext per desencadenar la crisi, ja que estava molt lluny de ser una obra d'escàndol. Va compondre aquesta òpera amb la trama sobre la difusió del domini soviètic entre els pobles del Caucas i gira al voltant de Grigori Ordjonikidze com a protagonista. S’esperava un èxit fulminant, l’obra va ser gairebé aniquilada pels crítics del partit governant, suposadament perquè el llibret va disminuir el paper del poble rus en els esdeveniments del Caucas; alguns diuen que podria haver estat a causa del menyspreu secret de Stalin per Ordjonikidze, que es va suïcidar el 1937 possiblement forçat per Stalin.
El decret va ser seguit a l'abril per un congrés especial de la Unió de Compositors, on molts dels atacats es van veure obligats a penedir-se públicament. Xostakóvitx va satiritzar aquesta campanya a la seva òpera antiformalista El petit paradís.
Les repercussions immediates de la desastrosa campanya antiformalista no van trigar a manifestar-se. Prokófiev, amb la salut i l’ànim profundament afectats, publica una carta oberta on, en un desesperat mea culpa, admet: «Des del principi, la meva música contenia elements formalistes. Aquesta influència es va expandir a causa dels contactes amb l’art occidental [...]. He de reconèixer la meva inclinació per l'atonalitat [...]. A partir d'ara, buscaré un llenguatge clar, accessible i proper al poble». El benèvol Miaskovski, el més veterà del grup, morirà tan sols dos anys després, mentre que Xebalín, que havia ocupat el càrrec de director del conservatori de Moscou des del 1942, serà destituït el 1948 acusat de «formalista i de tendències musicals antidemocràtiques». Xostakóvitx, obligat a sotmetre's a l’autocrítica, com Prokófiev, expulsat de les seves classes als conservatoris de Moscou i Leningrad i constantment sota sospita de les autoritats, es va veure obligat a mantenir el seu esperit creatiu en letargia, navegant amb cautela enmig d’un fràgil equilibri polític.
El Comitè de la Unió de Compositors Soviètics, al qual pertanyien diversos dels censurats, va ser acusat de mètodes autocràtics, d'interessar-se únicament en la promoció de la música dels seus membres, d'ofegar el criticisme i de tancar el pas a nous valors, sobretot de les Repúbliques asiàtiques. Els efectes de la condemna van ser negatius tot i que la nova orientació va permetre el descobriment de nous valors: Taktakišvili, Amirov, Dvarionas, Qarayev i Bunin.

### Mort de Jdànov i Stalin
Tot i la sobtada mort de Jdànov l'agost de 1948, les restriccions a la música soviètica es van mantenir durant cinc anys més.
El 5 de març de 1953, Stalin i Prokófiev van morir amb pocs minuts de diferència. La revista Sovietskaia Muzika va dedicar les primeres 116 pàgines a la mort del líder soviètic, mentre que la pèrdua de Prokófiev només va ser breument esmentada a la pàgina 117 i relegada al número següent. Pravda no va informar sobre la seva defunció fins sis dies després.
Aquell mateix any, Xostakóvitx va presentar la Desena Simfonia, una obra carregada de significat, considerada per molts com una resposta musical al llegat estalinista. Amb la mort del dictador, va començar una etapa de transformació política. En aquest context, el 25 de febrer de 1956, durant el XX Congrés del Partit Comunista de la Unió Soviètica, Khrusxov va pronunciar el seu famós Discurs Secret, en què denunciava el culte a la personalitat i els crims de Stalin i la repressió durant l'anomenada Gran Purga. Khrusxov criticava la deïficació del dictador, afirmant que s'havia creat una imatge d’home infal·lible i omniscient, aliena als principis del marxisme-leninisme. El seu nom l'adquireix de la sessió en la qual va ser pronunciat, ja que era una sessió reservada en què no van participar els convidats estrangers del congrés. A més, el text original només va ser publicat complet en la gaseta oficial del Comitè Central del Partit el 3 de març de 1989, com a producte de l'obertura realitzada per Mikhaïl Gorbatxov en el procés conegut com a glasnost.
Finalment, el 28 de maig de 1958, un decret oficial va rehabilitar els compositors condemnats durant la campanya de Jdànov, tancant així un dels capítols més foscos de la repressió cultural soviètica en el marc de la desestalinització.